# Hôtel-Dieu de Tonnerre
Pour les articles homonymes, voir Hôtel-Dieu.
L'hôtel-Dieu de Tonnerre, dit aussi hôtel-Dieu Notre-Dame-des-Fontenilles ou encore vieil Hôpital, est un ancien établissement hospitalier, aujourd'hui musée, fondé en 1293, par Marguerite de Bourgogne, dans la ville de Tonnerre, en Bourgogne.
Il est le plus long hôpital médiéval d'Europe et l'un des plus anciens.
Il fait l’objet d’un classement au titre des monuments historiques depuis 1862,.

## Histoire de l'Hôtel-Dieu
En 1293, Marguerite de Bourgogne, comtesse de Tonnerre, veuve de Charles d'Anjou, roi de Sicile lance la construction de l'Hôtel-Dieu, au cœur du chef-lieu de son comté, Tonnerre.
Elle met à la disposition des bâtisseurs des moyens financiers conséquents ainsi que les carrières et les bois de Maulnes, à proximité ainsi que des châtaigniers de Puisaye et d'une forêt du nord de Paris, permettant d'achever l'édifice en deux ans.
En 1295, l'Hôtel-Dieu accueille ses premiers patients dans quelque quarante lits.
Vers 1305, la Vierge Dorée gagne le chœur de la Grande Salle.
En 1308, Marguerite de Bourgogne s'éteint et est inhumée dans le chœur de la Grande Salle.
En 1454, un riche marchand bienfaiteur, Lancelot de Buronfosse, fait don d'une Mise au tombeau, sculptée par Georges et Michiel de la Sonnette (c.f. plus bas).
De 1642 à 1648, un deuxième hôpital, pour résoudre les problèmes d'humidité et de fraîcheur du premier, est édifié autour de l'actuel jardin. La Grande Salle désaffectée sert alors de lieu de sépulture jusqu'en 1777.
De 1763 et 1767, une extension est effectuée à la place de l'ancien portail de l'Hôtel-Dieu, pour y installer plusieurs salles, dont une pour le conseil d'administration de l'Hôpital, ainsi qu'un cabinet de chirurgie.
En 1785, une méridienne est installée sur le sol de la Grande Salle.
En 1793, la Grande Salle est utilisée comme halle puis magasin de paille. Les métaux de la méridienne et du tombeau de Marguerite de Bourgogne sont volés et la flèche du clocher (attestée au XVe siècle) est détruite.
En 1819, les descendants de Louvois reconstituent son mausolée de l'église des Capucins, profané à la Révolution (les profanateurs ayant dispersé ses cendres), dans la chapelle gauche de la Grande Salle (c.f. plus bas).
En 1826, le nouveau tombeau de Marguerite de Bourgogne est installé à l'emplacement de l'ancien (c.f. plus bas).
En 1850, pour pallier le manque de place, le pavillon Dormois, du nom de l'économe Camille Dormois, est édifié sur la place voisine, dans un style néoclassique.
En 1862, l'hôtel-Dieu est classé monument historique.
Au début du XXe siècle, une campagne fut menée pour sauver le vieil hôpital, la municipalité de la ville ayant pour projet d'édifier un marché. Cette campagne, qui fut couronnée de succès, fut dirigée par Clément Georges Lemoine, membre de l'Académie des sciences (né à Tonnerre en 1841), devenu le 8 novembre 1908 président de la Société des sciences de l'Yonne. 
De 1960 à 1982, les bâtiments du Centre hospitalier, Rue des Jumériaux, sont construits. C'est la fin de l'activité hospitalière de l'hôtel-Dieu de Tonnerre, bien que le nouvel hôpital en soit propriétaire.

## Architecture

### Disposition générale des bâtiments
L'établissement d'origine comprend une Grande Salle des Pauvres, accessible par un porche d'ouest, destinée aux soins des indigents malades, terminée par un chœur et deux chapelles, abritant quatre autels. Le principal est érigé en l'honneur de la Vierge Marie, et les autres pour Saint Jean-Baptiste, Sainte Marie-Madeleine et Sainte Élisabeth de Thuringe. Au dos du chœur et de la chapelle sud, se tient une sacristie, réaménagée en 1454 pour accueillir une Mise au Tombeau (c.f plus bas).

Au nord de cette Grande salle, le cimetière est encadré par plusieurs dépendances et trois corps de logis, démolis en 1838, deux abritant les services de l'hôpital (cuisines etc.), et un, appelé "Château", servant de résidence à la fondatrice, Marguerite de Bourgogne.
Les bâtiments du deuxième hôpital, édifiés de 1642 à 1648, aujourd'hui disparus (sauf la buanderie), sont édifiés en L, autour de la cour latérale (actuel jardin).
L'extension (salle Courtanvaux, salle du conseil, cabinet de chirurgie etc.) réalisée de 1763 à 1767, sous la direction des architectes Chauvelot puis Chaussard, à la demande de François-César Le Tellier, duc de Doudeauville[Lequel ?], marquis de Courtanvaux, et comte de Tonnerre, arrière petit-fils de Louvois et bienfaiteur de l'hôpital, se fait au détriment de la façade sur rue, de la partie antérieure du toit et du porche de la Grande Salle.

La partie inférieure de l'extension, cellier antérieur conservé, abrite aujourd'hui l'Office de Tourisme de Tonnerre, et la partie supérieure, le musée de l'hôtel-Dieu.

### Description générale des éléments d'architecture
La Grande Salle, bâtie sur un axe est-ouest, mesure, avec l'abside du chœur, 96 m de long (contre 88,5 m sans), 21,5 m de large et 20 m de haut, faisant ainsi de l'hôtel-Dieu de Tonnerre, le plus long hôpital médiéval d'Europe.

De style gothique, son vaisseau, dont les murs de pierre sont couronnés d'une corniche à modillon, est soutenu par des contreforts à chaperon.

Il est, en outre, percé par des fenêtres jumelées en arc brisé, inscrites dans une embrasure en arc surbaissé, et couvert d'un berceau lambrissé en chêne, laissant apparents les entraits et poinçons de la charpente, et aéré par des ouvertures quadrilobées.

Il est prolongé, à l'est, par un chœur, à abside polygonale, percé de hautes fenêtres en arc brisé à deux lancettes et quadrilobe de réseau. Ce dernier est flanqué de deux chapelles. Tous trois sont voûtés d'ogives, de même que l'ancienne sacristie, située en contrebas.

Une tour d'escalier carrée, hors œuvre, donne accès à une pièce voûtée, au-dessus de la chapelle gauche, ainsi qu'aux combles.

Le mur sud est percé d'une porte (1764), encadrée de pilastres, et sert aussi d'appui à un bâtiment de pierre, comprenant un soubassement et un étage carré, couvert d'un toit à croupes.

À l'ouest du vaisseau, un escalier en équerre permet l'accès au grand palier, formant une tribune dominant l'ensemble, menant à la salle Courtanvaux. La façade de cette dernière, côté rue, comporte un avant-corps surmonté d'un fronton cintré.

Le toit à longs pans et croupe polygonale est couvert de tuiles plates. Un clocheton hexagonal, à essentage d'ardoise, domine ce dernier, à l'ouest.

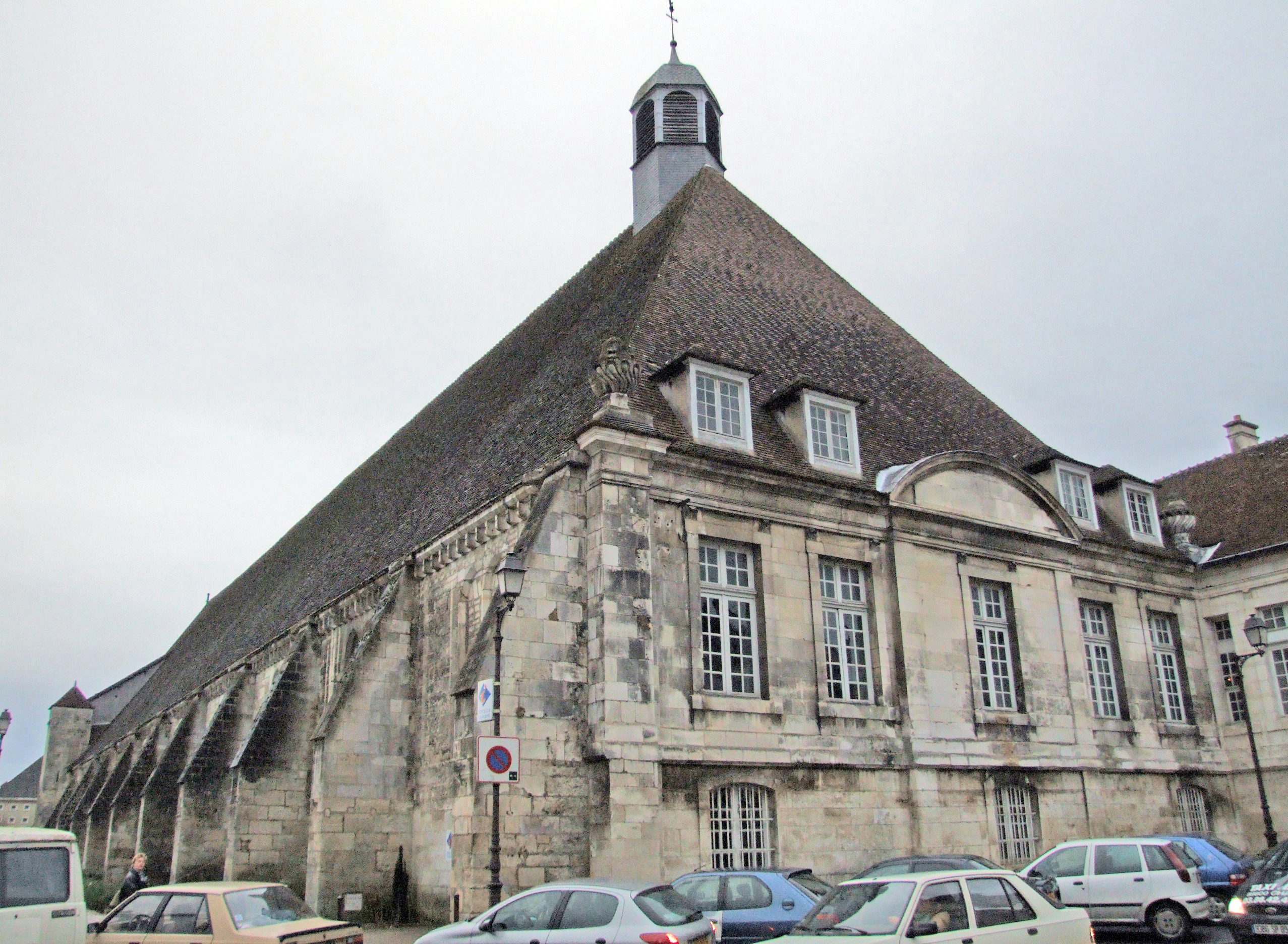
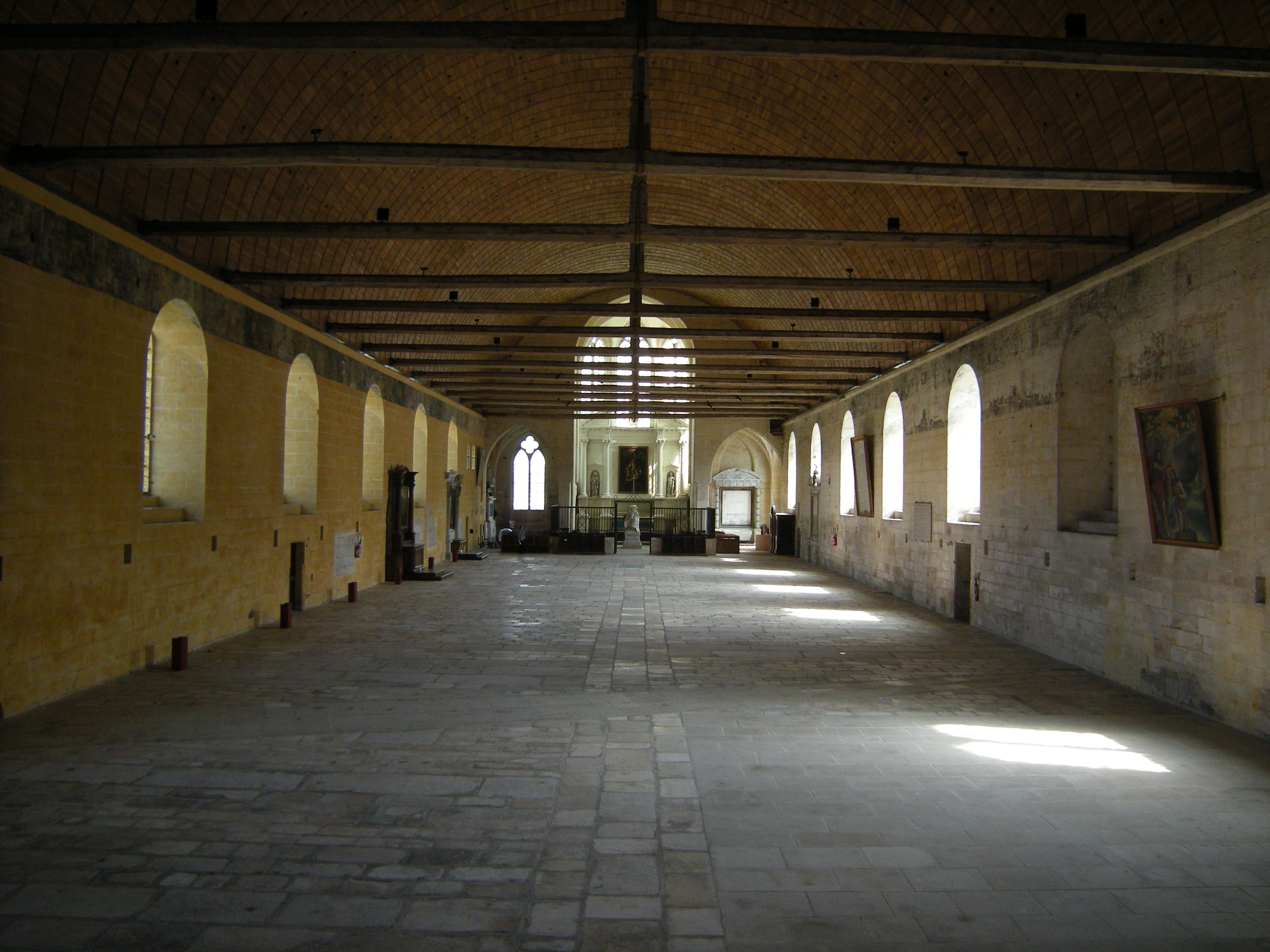
La Grande Salle des Pauvres (1395).
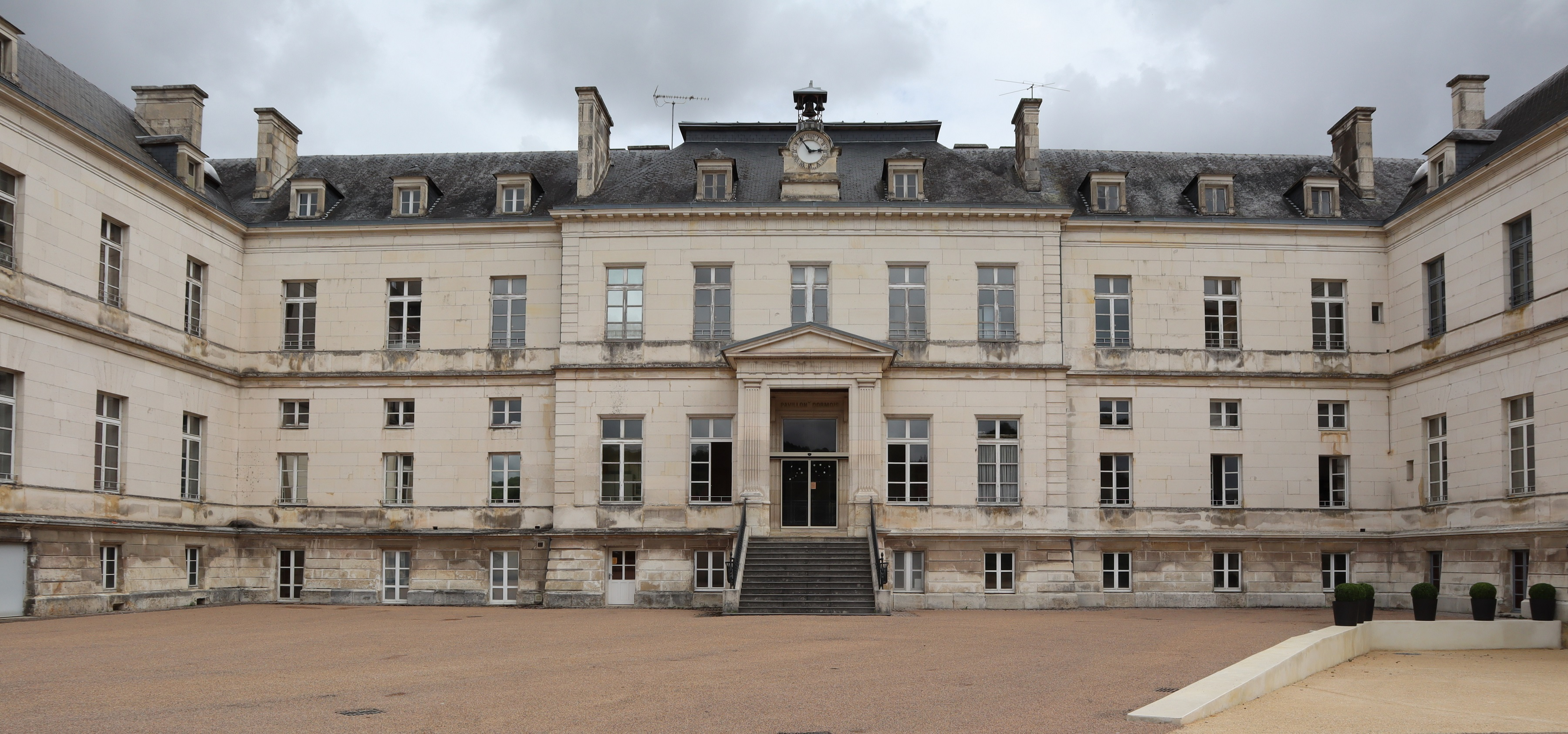
Hôtel-Dieu - Pavillon Dormois.

## Autres éléments remarquables

### Éléments immobiliers

#### Méridienne
La méridienne, tracée au sol de la Grande Salle, date de 1785-1786.

Elle est réalisée par Dom Camille Férouillat, moine de l'abbaye bénédictine Saint-Michel de Tonnerre, à l'initiative du maître des requêtes Guermadeuc, exilé en cette ville et ayant obtenu de la commission administrative de l'hôpital la mise à disposition de la Grande Salle désaffectée.

L'astronome Joseph Jérôme Lefrançois de Lalande effectue la vérification des calculs.

La méridienne indique l’heure du midi solaire vrai et l’heure du midi moyen, le soleil passant à travers un orifice, percé dans une ancienne fenêtre bouchée, pour former une tache lumineuse sur la ligne correspondant à l'un ou l'autre des midis.

Elle indique en outre, les mois, les saisons, les solstices, les équinoxes ainsi que les signes astrologiques.

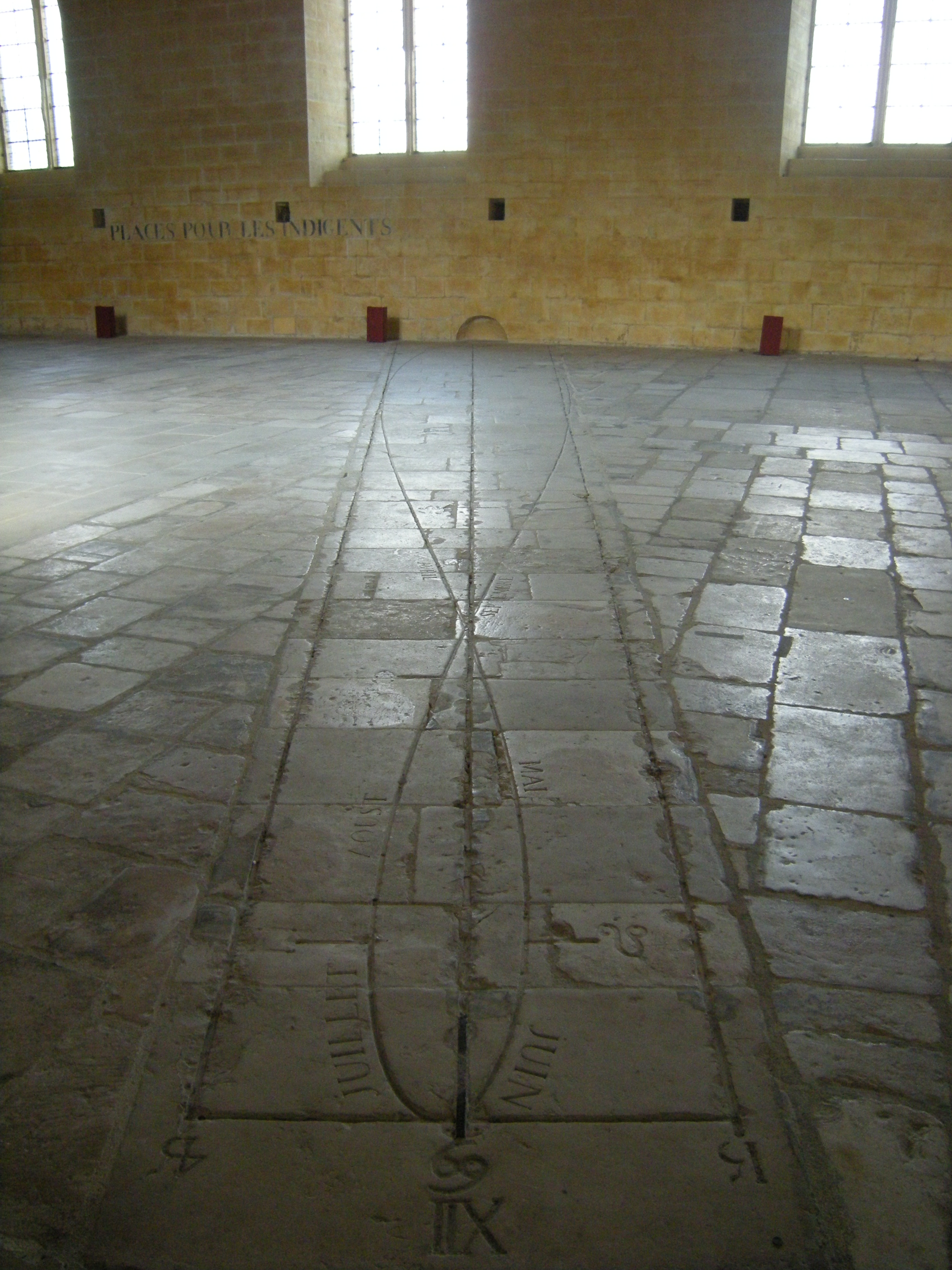
La méridienne (1785).

#### Tombeau de Louvois
Installé dans la chapelle du couvent des Capucines à Paris, dès 1691, puis mis à l'abri au musée des Petits Augustins, à la Révolution, le tombeau de François Michel Le Tellier dit "Louvois", marquis de Louvois, de Courtanvaux et de Souvré, comte de Tonnerre, sire de Montmirail, La Ferté-Gaucher, Chaville et Viroflay, ministre de Louis XIV, est transféré à l'hôtel-Dieu de Tonnerre en 1819, à l'initiative de ses descendants.
Ce monument, de marbre et de bronze est l’œuvre de François Girardon, Martin van den Bogaert (Desjardins) et Corneille Van Clève.
Louvois est représenté, allongé de quart sur son tombeau, dans son habit "fleurdelisé" de l'Ordre du Saint-Esprit, aux côtés de son épouse, Anne de Souvré.
Ses armes (trois lézards d'argent et trois étoiles d'or) figurent sur le socle du tombeau.
L'ensemble est encadré, à gauche, par une statue de Minerve, représentant la Sagesse, et à droite, par l'allégorie de la Vigilance, le pied posé sur un globe terrestre, avec, à sa gauche, une grue tenant un caillou dans sa patte.

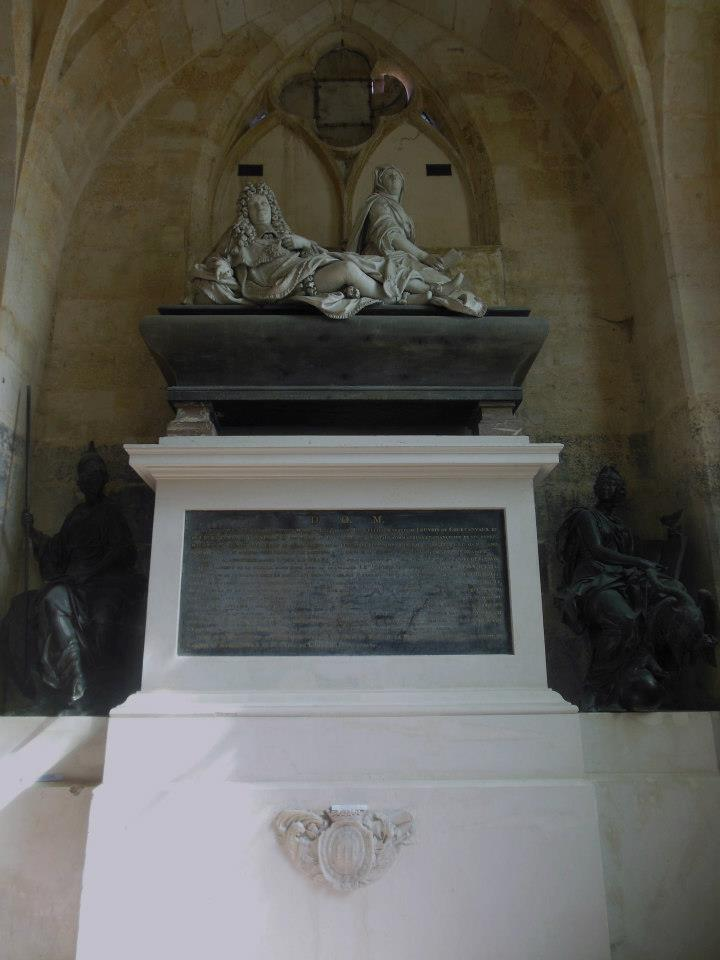
Le tombeau de Louvois (1691).

#### Tombeau de Marguerite de Bourgogne
Le tombeau dans lequel Marguerite de Bourgogne est inhumée en 1308, est installé dans le chœur de la Grande Salle. Il est constitué de cuivre et de bronze et représente la fondatrice gisante, avec deux angelots à sa tête et une colombe à ses pieds.

Les métaux sont pillés en 1793, mais les restes de la comtesse sont épargnés, de par son bon souvenir de protectrice des pauvres et des malades.
 
Le tombeau actuel, daté de 1826, est l'œuvre de Bridant. Il est fait de marbre blanc et représente Marguerite de Bourgogne assise, en robe fleurdelisée et couronnée. Sa main gauche est posée sur sa poitrine tandis que sa main droite, tombante, tient la charte de fondation de l'Hôtel-Dieu. Son corps est soutenu par la Charité, allégorie voulue par l'auteur (les Tonnerrois aimeront voir sous les traits de cette femme la ville de Tonnerre), qui tient dans sa main le cœur de Marguerite de Bourgogne.
 
La présence du cœur dans cette scène fait référence au don qu'en fait la fondatrice aux tonnerrois, dans le dernier codicille de son testament.

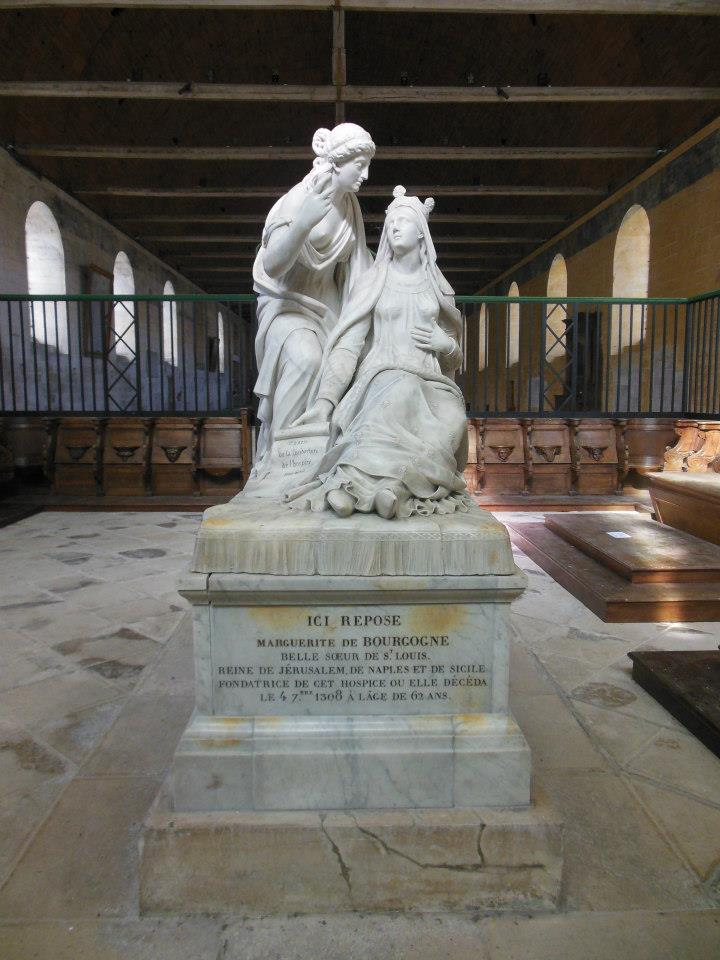
Le tombeau de Marguerite de Bourgogne (1826).

### LaVierge à l'Enfant et au buisson ardent
La Vierge à l'Enfant est commandée par Marguerite de Bourgogne vers 1305. Elle est peinte en doré, mesure 2,10 m de haut et est installée au-dessus du maître-autel du chœur, dominant ainsi la grande salle.
Elle tient dans sa main droite un lys, symbole de pureté, et l'Enfant Jésus dans sa main gauche. À ses pieds, Moïse est en prière devant le Buisson ardent.
Cette œuvre représente la Bible dans son ensemble, par le savant mélange de personnages de l'Ancien et du Nouveau Testament ; Jésus étant qualifié de "nouveau Moïse", dans l'Évangile selon Jean.

### LaMise au tombeau
La "Mise au Tombeau", située dans l'ancienne sacristie, date de 1454. C'est l'une des plus anciennes d'Europe.

Elle est commandée par Lancelot de Buronfosse, un riche marchand bienfaiteur, et est l’œuvre de Georges et Michiel de la Sonnette, disciples supposés de Claus Sluter, sculpteur des ducs de Bourgogne.

Cette sculpture, taillée dans la pierre locale, est à l'origine polychrome et comporte, outre les huit personnages représentés, deux gardes romains, aujourd'hui disparus.

Elle met en scène le Christ étendu sur son tombeau, Saint Joseph d'Arimathie, à sa tête, la Vierge Marie, soutenue par Saint Jean, à gauche, Sainte Marie Madeleine en orante, la chevelure dégagée, au centre, les deux Saintes Femmes, à droite, et Saint Nicodème, à ses pieds.

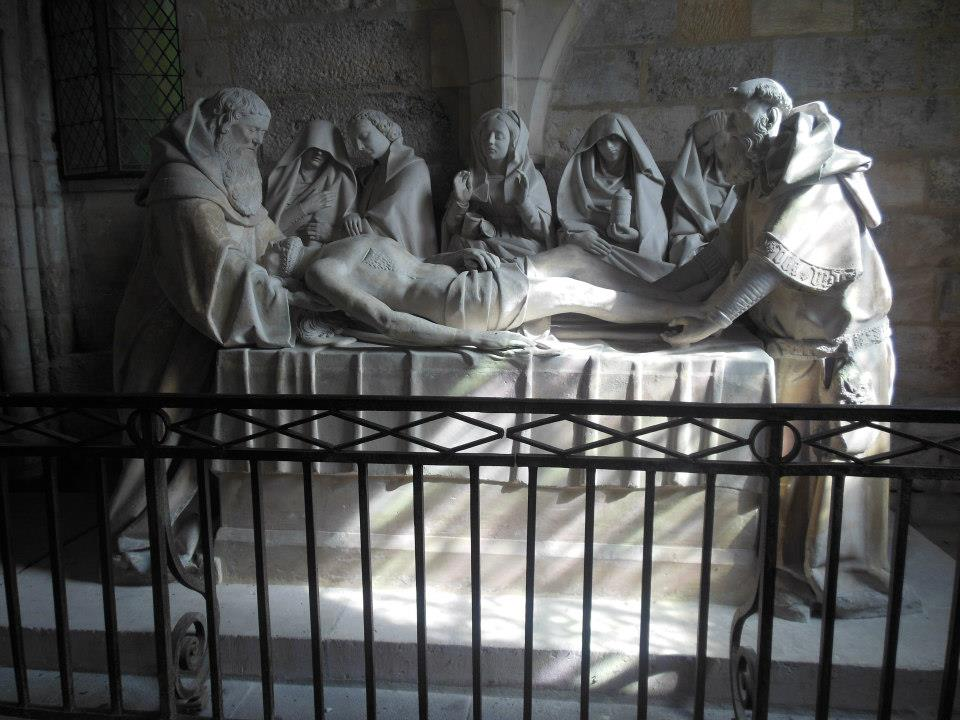
Mise au Tombeau (1454), par Georges et Michiel de la Sonnette. Don de Lancelot de Buronfosse, marchand. Conservé à l'hôtel-Dieu de Tonnerre (Yonne).

### Le maître-autel
Le maître-autel du chœur de la Grande Salle date du XVIe siècle.
 
Il est réalisé dans un style Renaissance.
 
L'autel en bois peint bleu est encadré par deux paires de piliers corinthiens supportant un fronton ouvert en son milieu.
 
Entre les piliers de chaque paire se trouve une niche contenant, pour l'une, une statue de Saint Augustin en évêque, et pour l'autre, une statue de Saint Pierre (Simon-Pierre) en pêcheur.
 
Au-dessus de l'autel un tableau représente le Crucifiement de Saint Pierre, surmonté par la Vierge Dorée (c.f. plus haut), posée au milieu du fronton.

## Le musée
Le musée de l'Hôtel-Dieu, situé dans l'extension aménagée au XVIIIe siècle, retrace la vie de l'Hôpital en présentant au public la charte de fondation (1293), des objets liturgiques, la paramentique (dont chasubles du XVIe siècle), des fragments des anciens vitraux des chapelles de la Grande Salle, des statuettes (dont deux du XIIIe siècle), du mobilier, des bijoux de Marguerite de Bourgogne et de son époux, ainsi que les reconstitutions d'une chambre d'hôpital du XIXe siècle et d'un bloc opératoire du début du XXe siècle.

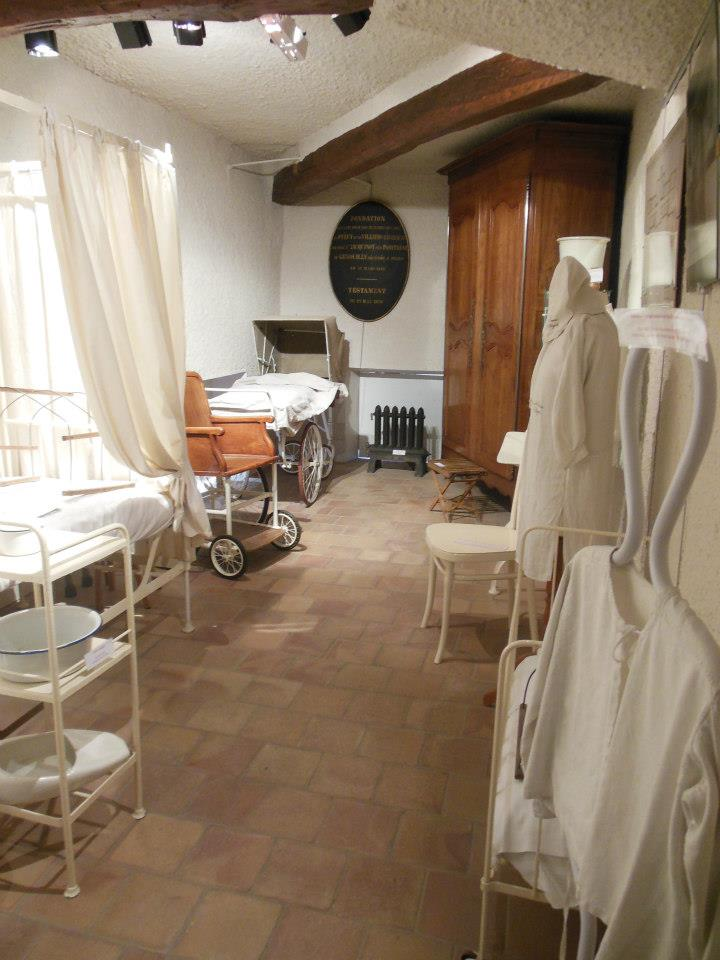
Reconstitution d'une chambre d'hôpital du XIXe siècle.

## Annexe